# Цейлен, Людольф
Людольф ван Цейлен (нидерл. Ludolph van Ceulen, также van Keulen, van Collen, van Cuelen, МФА: [ˈlydɔlf vɑŋˈkøːlə(n)]) — нидерландский математик (28 января 1540—31 декабря 1610). 
Важнейшей работой ван Цейлена было вычисление числа Пи с 35 десятичными знаками. Это число известно под именем Людольфского, согласно его завещанию оно должно было быть выбито на его надгробии. В вычислении ему очень много помогала его жена, Adriana Symonsz. Его сочинение «Van den Circkel Daer iu gheleerdt werdt te vinden de naeste Proportie des Circkels-diameter legen synen Omloop» (Delf., 1596, в латинском переводе Виллеброрда Снеллиуса «De Circulo et adscriptis Liber», Лейден, 1619). То же вычисление было предметом полемики как против Скалигера, так и против Symon van der Eycke или Duchesne. В своём вычислении «Пи» Цейлен следовал обычному известному со времён Архимеда пути определения при помощи непрерывного извлечения квадратных корней отношения к диаметру периметров правильных вписанных и описанных многоугольников при последовательном удваивании чисел их сторон.
Цейленом были написаны ещё работы: 

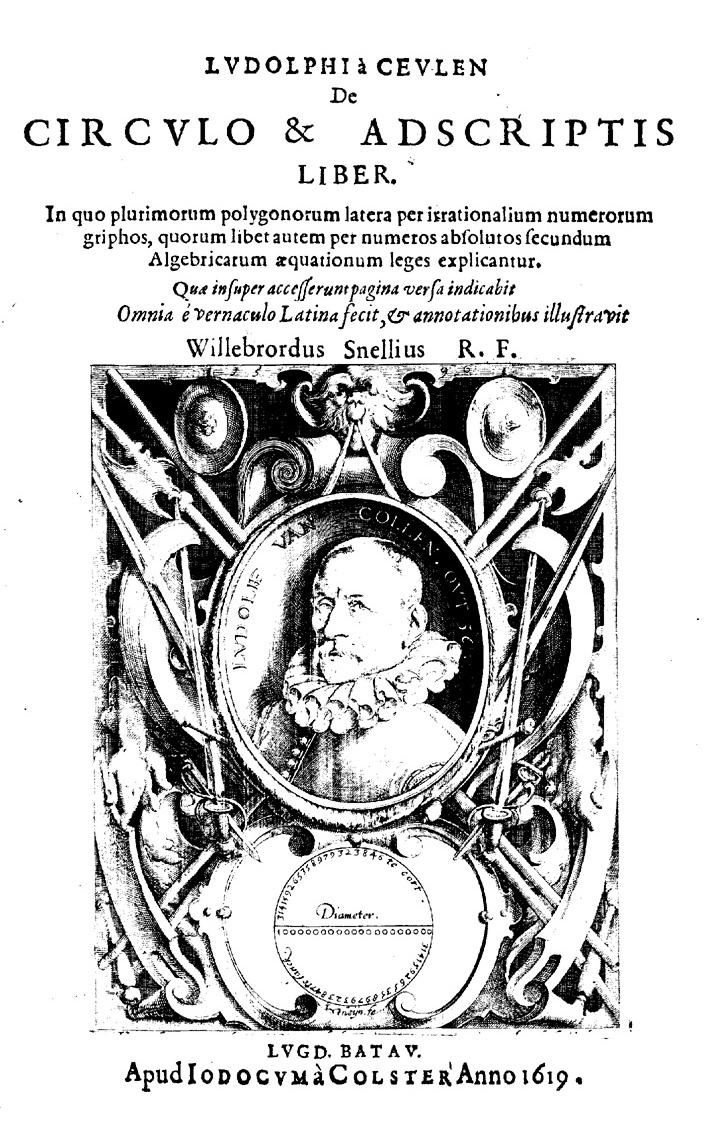
De circulo & adscriptis liber (1619)

- «Solutie ende Werckinghe ор twee Geometrische vraghen by Willem Goudaem 1580» (Амстердам, 1584);
- «De Arithmetische en Geometrische fondamenten» (Лейден, 1615; 2-е изд. в латинской обработке Виллеброрда Снеллиуса вышло под заглавием «Fundamenta Arithmetica et Geometrica», Лейден, 1615);
- «De Annulis» (1619). Биографию Ц. см. Rammelman Elsevier, «Over Mr. Ludolf van Ceulen, als schermeester en hoogleeraar in de wiskunde te Leuden» (Утрехт, «Histor. genvotschap», Kroniik II, 1846);
- Vorsterman van Oijen, «Notice sur Ludolphe van Colen» (Boncompagni, «Bullettino di bibliografia e di storia delle scienze matematiche e fisiche», I, 1868).

## Источник
- Бобынин В. В. Цейлен // Энциклопедический словарь Брокгауза и Ефрона : в 86 т. (82 т. и 4 доп.). — СПб., 1890—1907.